# 蒙特羅斯 (愛荷華州)
蒙特羅斯（英語：Montrose）是一個位於美國愛荷華州李縣的城市。

## 地理
蒙特羅斯的座標為40°31′46″N 91°24′58″W / 40.52944°N 91.41611°W，而該地的平均海拔高度為162米（即531英尺）。

## 人口
根據2010年美國人口普查的數據，蒙特羅斯的面積為2.95平方千米，當中陸地面積為2.90平方千米，而水域面積為0.05平方千米。當地共有人口898人，而人口密度為每平方千米304人。